# Veilchenkehlkolibri
Der Veilchenkehlkolibri (Coeligena violifer), manchmal auch Veilchenkehl-Andenkolibri oder Veilchenmusketier, ist eine Vogelart aus der Familie der Kolibris (Trochilidae), die in Peru und Bolivien vorkommt. Der Bestand wird von der IUCN als „nicht gefährdet“ (least concern) eingeschätzt. Die Art ist monotypisch.

## Merkmale

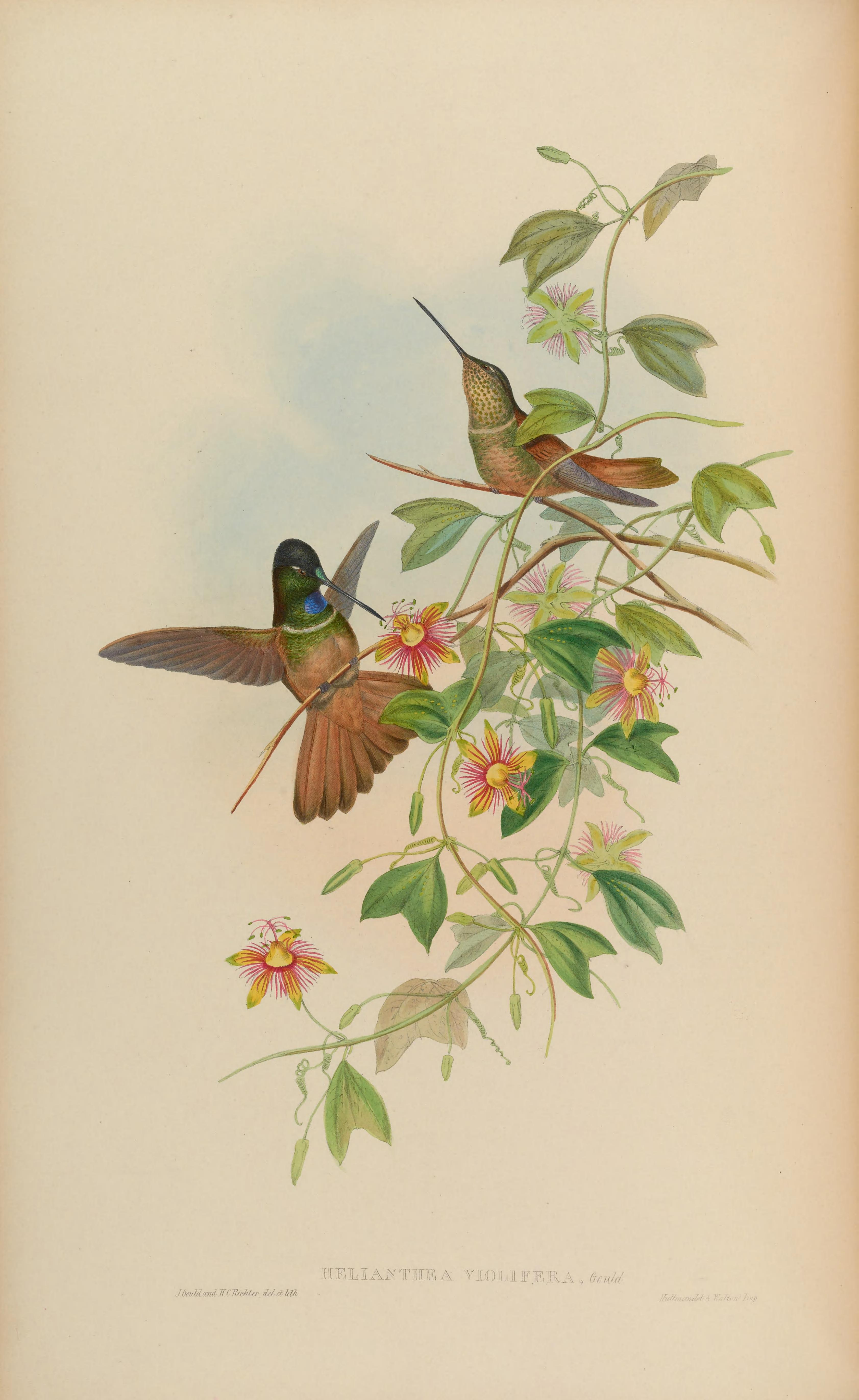
Veilchenkehlkolibri illustriert von John Gould und Henry Constantine Richter

Der Veilchenkehlkolibri erreicht eine Körperlänge von etwa 13 bis 14 cm bei einem Gewicht der Männchen von 8 bis 13 g und der Weibchen von 4 bis 6 g. Das Männchen hat einen langen, geraden, schwarzen Schnabel, der 3,6 bis 4 cm lang sein kann. Der Kopf ist schwärzlich blau mit einem weißen Fleck hinter dem Auge. Der Rücken schimmert bronzegrün. Die Kehle und die Brust sind grün mit einem schillernden violetten Kehlfleck. Ein dünnes gräuliches Band zieht sich über die obere Brust. Die untere Brust ist grün und hebt sich vom zimtfarbenen Bauch und den Unterschwanzdecken deutlich ab. Der Schwanz ist gegabelt und durchgehend orange bis gelbbraun mit schmalen, bronzefarbenen Spitzen. Das Weibchen ähnelt dem Männchen, hat aber mit 3,9 bis 4,1 cm einen etwas längeren Schnabel. Die Kehle ist gelbbraun mit grüner Pailletten-artiger Befiederung. Die Brust ist dunkelgrün, der Bauch stark zimtfarben. Der Schwanz ist weniger gegabelt als beim Männchen. Jungtiere ähneln den Weibchen.

## Verhalten und Ernährung
Der Veilchenkehlkolibri bezieht seinen Nektar von Pflanzen der Gattungen Vriesea, Fuchsien und Bomarien. Gliederfüßer werden von den Blättern abgesammelt oder in der Luft gejagt. Als sogenannter Trapliner fliegt er regelmäßig in rascher Folge ganz bestimmte verstreute Blüten am Rand der Vegetation an, gelegentlich auch im Inneren des Waldes entlang von Pfaden.

## Lautäußerungen
Der Veilchenkehlkolibri gibt vermutlich ein sanftes langgezogenes Pfeifen von sich, dem drei nasale drriiu…nieh-nieh-nieh-Töne folgen. Außerdem gibt er sehr sanfte und liebliche Doppeltöne von sich.

## Fortpflanzung
Die Brutsaison des Veilchenkehlkolibris dauert von November bis Januar. Sonst ist wenig über seine Brutbiologie bekannt.

## Verbreitung und Lebensraum

Verbreitungsgebiet des Veilchenkehlkolibris (Coeligena violifer)

Der Veilchenkehlkolibri bevorzugt die Ränder von Wolkenwäldern und kleinwüchsigen Wäldern, gelegentlich auch Sekundärvegetation. Er bewohnt Höhenlagen von 1300 bis 3700 Meter, meist aber zwischen 2800 und 3300 Meter.

## Migration
Das Zugverhalten des Veilchenkehlkolibris ist wenig bekannt. Die große Höhenverbreitungsspanne und das gelegentliche Vorkommen unter 2800 Meter weist auf saisonale Wanderungen zwischen den Höhenlagen hin. Der Grund hierfür ist vermutlich die Verfügbarkeit von Blütennektar in den jeweiligen Höhenlagen.

## Unterarten
Es sind vier Unterarten bekannt:
- Coeligena violifer dichroura (Taczanowski, 1874)[4] kommt im Süden Ecuadors bis ins nördliche, zentrale und westliche Peru vor. Der vordere Oberkopf ist grün. Die zentralen Steuerfedern sind dunkelbraun. Der Bruststrich ist nur angedeutet. Insgesamt ist er etwas größer als die anderen Unterarten.
- Coeligena violifer albicaudata Schuchmann & Züchner, 1998[5] ist im südlichen Peru verbreitet. Der vordere Oberkopf schimmert türkis. Die äußeren Steuerfedern sind weißlich. Das Weibchen hat eine weißliche Kehle mit grünen Flecken und einen weißlichen Bauch.
- Coeligena violifer osculans (Gould, 1871)[6] kommt im südöstlichen Peru vor. Der vordere Oberkopf schimmert türkisblau. Die Färbung der Schwanzspitzen ist reduziert im Vergleich zur Nominatform. Er hat keinen Bruststrich und ist etwas kleiner.
- Coeligena violifer violifer (Gould, 1846)[7] – die Nominatform ist im Nordwesten Boliviens verbreitet.

Das Handbook of the Birds of the World und BirdLife International betrachten alle als eigene Arten.

## Etymologie und Forschungsgeschichte
Die Erstbeschreibung des Veilchenkehlkolibris erfolgte 1846 durch John Gould unter dem wissenschaftlichen Namen Trochilus (--?) violifer. Das Typusexemplar stammte aus Bolivien. Später wurde diese Art der Gattung Coeligena zugeordnet, die 1833 von Lesson eingeführt worden war. Das Wort Coeligena leitet sich aus den lateinischen Wörtern coelum bzw. caelum für „Himmel“ und genus für „Nachkomme“ ab. Der Artname violifer leitet sich vom lateinischen viola für „violett“ und -fer, ferre für „-tragend, tragen“ ab. Albicaudata ist ein lateinisches Wortgebilde aus albus für „weiß“ und caudatus, cuada für „-schwänzig, Schwanz“. Dichroura leitet sich von den griechischen Wörtern δι-, δις di-, dis für „doppelt“ und χρώς, χρωτός chrṓs,  chrōstós für „Anstrich, Teint“ und -οὐρός, οὐρά -ourós, ourá für „-schwänzig, Schwanz“ ab. Schließlich ist osculans das lateinische Wort für „küssend“ von osculari für „küssen, umarmen“.